# Тибуртина
«Рома Тибуртина» — второй по величине вокзал в Риме после вокзала Термини. Располагаясь в северо-восточной части города, он был переоборудован в узел высокоскоростных железных дорог.

## История
Станция была первоначально открыта в 1866 году.
В 2004 году были подготовлены планы по модернизации вокзала, работы начались в 2007 году с ожидаемой стоимостью в €155 миллионов. Планировалось, что обновлённая станция сможет обслуживать до 300 тысяч пассажиров ежедневно. К ноябрю 2011 года все проведённые работы оценивались в €330 миллионов.
24 июля 2011 года рано утром в технических помещениях в западной части вокзала возник пожар.
Через 2 часа на месте тушения работали 7 пожарных расчётов, вода поступала из 5 городских районов Рима.
Линия B римского метро также была закрыта между станциями Кастро Преторио и Монти Тибуртини.
В результате пожара большая часть оборудования стала непригодна, что оставляло важный отрезок транспортной системы Рима и всей Италии парализованным. что в свою очередь привело к многочисленным задержкам и отменам рейсов по всей стране.
В результате пожара корпус станции достаточно сильно пострадал и стал аварийным, что привело и к последующим проблемам в движении поездов.
Через 3 года работ 28 ноября 2011 года новый вокзал был открыт. Обновлённая «Тибуртина» обслуживает как традиционные региональные маршруты, так и линию высокоскоростной железной дороги Милан-Неаполь. Новый вокзал планирует увеличить свой пассажирооборот до 450 000 человек в день к 2015 году.
Тибуртина обслуживает 140 высокоскоростных и 290 региональных поездов каждый день.

## Связи
Вокзал «Тибуртина» обслуживается станцией метро «Тибуртина» линии B римского метро. Кроме того у вокзала расположен важный автовокзал, обслуживающий внутренние и международные маршруты, к примеру в Киев.